# Der Wille des Volkes
Der Wille des Volkes ist die erste Folge der ersten Staffel und damit die allererste Folge der britischen Serie Black Mirror. In der Folge geht es um den fiktiven Premierminister Michael Callow, der die entführte Prinzessin Susannah retten kann, wenn er den Anweisungen des Entführers folgt.

## Handlung
Prinzessin Susannah ist entführt worden und Premierminister Michael Callow erhält ein Video, welches die entführte Prinzessin zeigt. Außerdem erhält Callow vom Entführer Anweisungen, wie er sie wieder befreien kann. Infolgedessen wird er gezwungen, vor laufender Kamera Geschlechtsverkehr mit einem Schwein zu haben. 
Da das Video bereits auf mehreren Internetseiten veröffentlicht worden ist, steht Callow nun unter dem Druck der Gesellschaft, da er die Prinzessin vor 16 Uhr befreien soll, sonst wird sie umgebracht. Währenddessen schlägt der Plan eines Verbots der Veröffentlichung des lokalen Nachrichtensenders fehl und dieser verbreitet die Entführung und Erpressung. 
Während die Behörden versuchen, das geforderte Video mit dem Schwein zu fälschen und ein Double einzusetzen, versuchen Angestellte des Nachrichtensenders, genauere Informationen zur Entführung zu erhalten. 
Der Plan mit dem gefälschten Video schlägt fehl und nun sieht sich Callow gezwungen, den geforderten Akt zu begehen. Zuvor haben die Behörden und Nachrichtensender geglaubt, den Standort des Täters auf einem ehemaligen Universitätsgrundstück gefunden zu haben. Dort angekommen stellen sie jedoch fest, dass dies nur eine Falle gewesen ist. 
Schließlich macht Callow, was der Entführer gefordert hat. Während er den Anweisungen folgt, schaut die britische Bevölkerung angewidert und ebenso belustigt auf dem Fernseher zu. Die Prinzessin ist jedoch bereits vor dem Befolgen der Anweisungen durch Callow freigelassen worden und unverletzt. 
Es stellt sich heraus, dass ein Künstler der Entführer gewesen ist, der alles geplant hat, um zu zeigen, wie schadenfreudig die britische Bevölkerung ist. Während der Übertragung begeht er Selbstmord. 
Die Folge endet mit einem Einblick in Callows Leben ein Jahr später als erfolgreicher Politiker, da er die Forderung akzeptiert hat. Seine Ehefrau, mit der er eine glückliche Beziehung weiterhin vorgibt, entfernt sich privat immer weiter von ihm. Susannah erwartet währenddessen ein Kind.

## Produktion
Der Wille des Volkes war nach der Folge Das Leben als Spiel und einer nicht produzierten Folge das dritte Drehbuch, welches von Charlie Brooker und Annabel Jones an den britischen Fernsehsender Channel 4 geschickt wurde. Es war schließlich die erste Folge, die ausgestrahlt wurde. Die deutsche Erstausstrahlung erfolgte etwa zwei Jahre später im Dezember 2013.
Alle Schauspieler, die schließlich die Hauptrollen verkörperten, waren als Erstauswahl gelistet.
Gedreht wurde die Folge in London, wobei Schauplätze wie die Millennium Bridge benutzt wurden.

## Auszeichnungen
Der Wille des Volkes wurde 2013 für einen Broadcast Award in der Kategorie Beste Single Drama nominiert.